# Victoriato

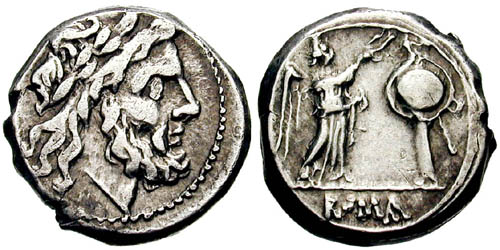
Cabeza laureada de Júpiter a derecha. Victoria de pie a derecha, coronando el trofeo, ROMA debajo, en relieve.

El victoriato fue una moneda de plata acuñada durante la República Romana, entre el 221 a. C. y el 170 a. C. aproximadamente.
En el anverso de la moneda figuraba el busto de Júpiter y en el reverso, la Victoria colocando una corona de flores sobre un trofeo con la inscripción "ROMA" en el exergo. El nombre victoriato es un término antiguo, sabemos de su existencia por varios textos e inscripciones de la época. La moneda era conocida como tropaión (τροπαικον, por el trofeo del reverso) entre los hablantes griegos.
La moneda pesaba originalmente unos 3,4 gramos (3 escrúpulos), es decir, la mitad que el cuadrigato, una moneda de 6 escudos que ya no se fabricaba. El victoriato estaba hecho de una plata más degradada que el denario (moneda que se introdujo más o menos en la misma época). Las evidencias de los tesoros indican que la moneda circuló en el sur de Italia y más tarde en la Galia, lo que indica que la moneda estaba destinada a sustituir a la dracma o al medio-nomos, en lugar de formar parte del sistema monetario romano normal. Cuando se emitió por primera vez, el victoriato tenía un valor aproximado de 3/4 de denario, sin embargo, cuando se reintrodujo el quinario en el año 101 a. C., su valor era de 1/2 denario. Esto indica que los victoriatos que aún circulaban en esa época estaban desgastados y se consideraba que solo valían medio denario.
El quinario reintroducido se produjo principalmente para la Galia Cisalpina, donde el victoriato y las imitaciones eran populares. Es posible que el quinario reintroducido siguiera llamándose victoriato, aunque no existen pruebas escritas de ello.
Los victoriatos dejaron de aparecer abruptamente en los tesoros personales romanos a mediados del siglo II a. C., lo que puede significar que fueron retirados de circulación.
El término victoriato puede encontrarse aún hoy en el apellido Vettorato en la provincia de Venecia, o griego como Vittoratos / Vitoratos en Cefalonia.